# Sega Saturn
Sega Saturn (яп. セガサターン Сэга Сата:н) — домашняя игровая приставка, разработанная компанией Sega и выпущенная 22 ноября 1994 года в Японии, 11 мая 1995 года в Северной Америке и 8 июля 1995 года в Европе. Являясь частью пятого поколения игровых видео консолей, она стала преемницей успешной игровой приставки Sega Genesis. Saturn имеет двухпроцессорную архитектуру. Игры выпускались в формате CD-ROM, а библиотека игр состоит как из оригинальных игр, так и из портов игр с аркадных автоматов.
Для приставки можно было купить картриджи-аддоны, например, картридж для увеличения RAM-памяти на 4 мегабайта, картридж для хранения сохранений в играх или картридж для улучшения 2D-анимации.
Разработка Saturn началась в 1992 году, а в том же году состоялся дебют Sega Model 1, новой системы для аркадных автоматов с поддержкой трёхмерной графики. Аппаратное обеспечение Saturn было спроектировано на базе нового процессора SuperH-2 японской компании Hitachi. В начале 1994 года Sega добавила ещё один графический процессор, чтобы лучше конкурировать с грядущей игровой приставкой Sony PlayStation.

## История

### Предыстория
В 1988 году компания Sega выпустила приставку Mega Drive, которая в США получила название Genesis. В середине 1990 года генеральный директор Sega Хаяо Накаяма нанял Томаса Калинске на должность генерального директора американского подразделения, Sega of America. Калинске разработал план по продаже Genesis в Америке, состоявший из четырёх пунктов: снизить цену приставки, разработать игры для американского рынка с помощью американских разработчиков, продолжить агрессивные рекламные компании, а также добавить игру Sonic the Hedgehog в комплект с самой приставкой. Совет директоров японской компании изначально не одобрил этот план, но все четыре пункта были одобрены Накаямой, который сказал Калинске, что «я нанял вас принимать решения по Европе и Америкам, так что действуйте». Журналы оценили Sonic как одну из величайших игр на этот момент, а приставка компании Sega наконец-то стала популярной, так как покупатели, ждавшие выхода Super Nintendo Entertainment System (SNES), решили приобрести Genesis. Однако выпущенный позже дополнительный компакт-дисковый модуль для Genesis, названный Sega Mega-CD, оказался коммерческим разочарованием.
Sega также добилась успеха с аркадными играми. В 1992 и 1993 годах на аркадной платформе Sega Model 1 были представлены игры Virtua Racing и Virtua Fighter, которые сыграли значительную роль в популяризации трёхмерной полигональной графики. В частности, Virtua Fighter получила высокие оценки за свою простую трёхкнопочную систему управления, за игровые стратегии, основанные на интуитивно понятных различиях между персонажами, которые двигались заметно по-разному. Несмотря на простоту графики — с персонажами, состоящими менее чем из 1200 полигонов — плавная анимация персонажей Virtua Fighter и относительно реалистичное изображение различных боевых стилей обеспечили игрокам «эффект присутствия», которое считалось невозможным обеспечить с помощью спрайтов. Model 1 была дорогой в производстве системной платой, и портирование игр с неё на Genesis требовало больше ресурсов от приставки, чем она могла дать. Для переноса игр на приставку использовались альтернативные способы, такие как чип Sega Virtua Processor, использованный для Virtua Racing, и, наконец, дополнительный модуль Sega 32X.

### Разработка
Разработкой Saturn руководил Хидеки Сато, директор и заместитель главного менеджера по исследованиям и разработкам компании Sega. По словам Хидэки Окамуры, менеджера проектов Sega, разработка Saturn началась более чем за два года до того, как система была представлена на Tokyo Toy Show в июне 1994 года. Изначально название Saturn было кодовым именем системы во время разработки, но позже оно стало официальным названием продукта.
В 1993 году Sega и японская компания Hitachi создали совместное предприятие по разработке нового процессора для Saturn, результатом чего стало создание процессора SuperH RISC Engine (также SH-2) в конце того же года. Аппаратная конфигурация Saturn основывалась на использовании двух процессоров SH-2. По словам Кацухиро Хамады, начальника отдела разработки системы Saturn, «SH-2 был выбран по соображениям экономичности и эффективности. Чип имеет вычислительную систему, похожую на DSP [цифровой сигнальный процессор], но мы поняли, что одного процессора будет недостаточно для вычисления трёхмерного мира». Хотя проектирование Saturn было в основном завершено до конца 1993 года, появившиеся в начале 1994 года отчёты о технических возможностях новой приставки PlayStation компании Sony побудили Sega включить в архитектуру ещё один видеопроцессор (VDP) для улучшения производительности системы. При разработке системы рассматривались варианты издания различных версий аппаратного обеспечения Saturn — версии на базе CD-привода и версии только со слотом для картриджей — однако эта идея была отвергнута из-за опасений по поводу низкого качества и более высокой стоимости игр на базе картриджей.
По словам Калинске, Sega of America «довольно долго боролась с архитектурой Saturn». Калинске в поисках альтернативного графического чипа для Saturn пытался заключить сделку с Silicon Graphics, но Sega of Japan отклонила это предложение. Впоследствии Silicon Graphics сотрудничала с Nintendo над созданием Nintendo 64. Позже Калинске, Олаф Олафссон из Sony Electronic Publishing и Микки Шульхоф из Sony America обсуждали разработку совместной аппаратной системы компаний Sega и Sony, которая так и не была реализована из-за желания Sega создать оборудование, способное работать одновременно с двухмерной и трёхмерной графикой, в то время как Sony имела противоположное мнение и фокусировалась на дальнейшей разработке технологии трёхмерной графики. При этом Калинске публично защищал аппаратный дизайн Saturn: «Наши люди считают, что им нужна мультипроцессорность для того, чтобы суметь принести в дома то же, что мы будем делать в следующем году в игровых залах».
В 1993 году Sega в рамках подготовки к запуску Saturn реорганизовала свои внутренние студии. Для обеспечения высокого качества трёхмерных игр с самого начала продаж Saturn, а также для создания более энергичной рабочей среды, разработчикам из подразделения аркадных игр Sega было предложено заняться созданием приставочных игр. За это время были сформированы новые команды, такие как Team Andromeda — команда разработчиков Panzer Dragoon.
В январе 1994 года Sega начала разработку дополнительного модуля для Genesis — Sega 32X, который должен был стать более дешёвым входом в 32-битную эпоху. Решение о создании дополнения было принято Накаямой, и оно получило широкую поддержку сотрудников Sega of America. По словам бывшего продюсера Sega of America Скотта Бэйлисса, Накаяма беспокоился, что Saturn не будет выпущена до конца 1994 года и что недавно выпущенная Atari Jaguar сократит продажи аппаратуры Sega. В результате Накаяма приказал своим инженерам подготовить 32X к запуску до конца года. 32X была несовместима с Saturn, но при этом исполнительный директор Sega Ричард Брудвик-Линднер отметил, что 32X сможет воспроизводить игры Genesis и будет иметь ту же системную архитектуру, что и Saturn. К этому также вышло заявление Sega о том, что обе платформы будут продаваться одновременно, и что 32X будет нацелена на игроков, которые не могут позволить себе более дорогой Saturn. По словам Джо Миллера, руководителя отдела исследований и разработок Sega of America, 32X сыграла важную роль — с её помощью разработчики смогли ознакомиться с двухпроцессорной архитектурой, также используемой в Saturn. Обе машины имели много общих частей и готовились к запуску примерно в одно и то же время, и когда приоритет был отдан Saturn, возникла напряжённость между Sega of America и Sega of Japan.

### Запуск

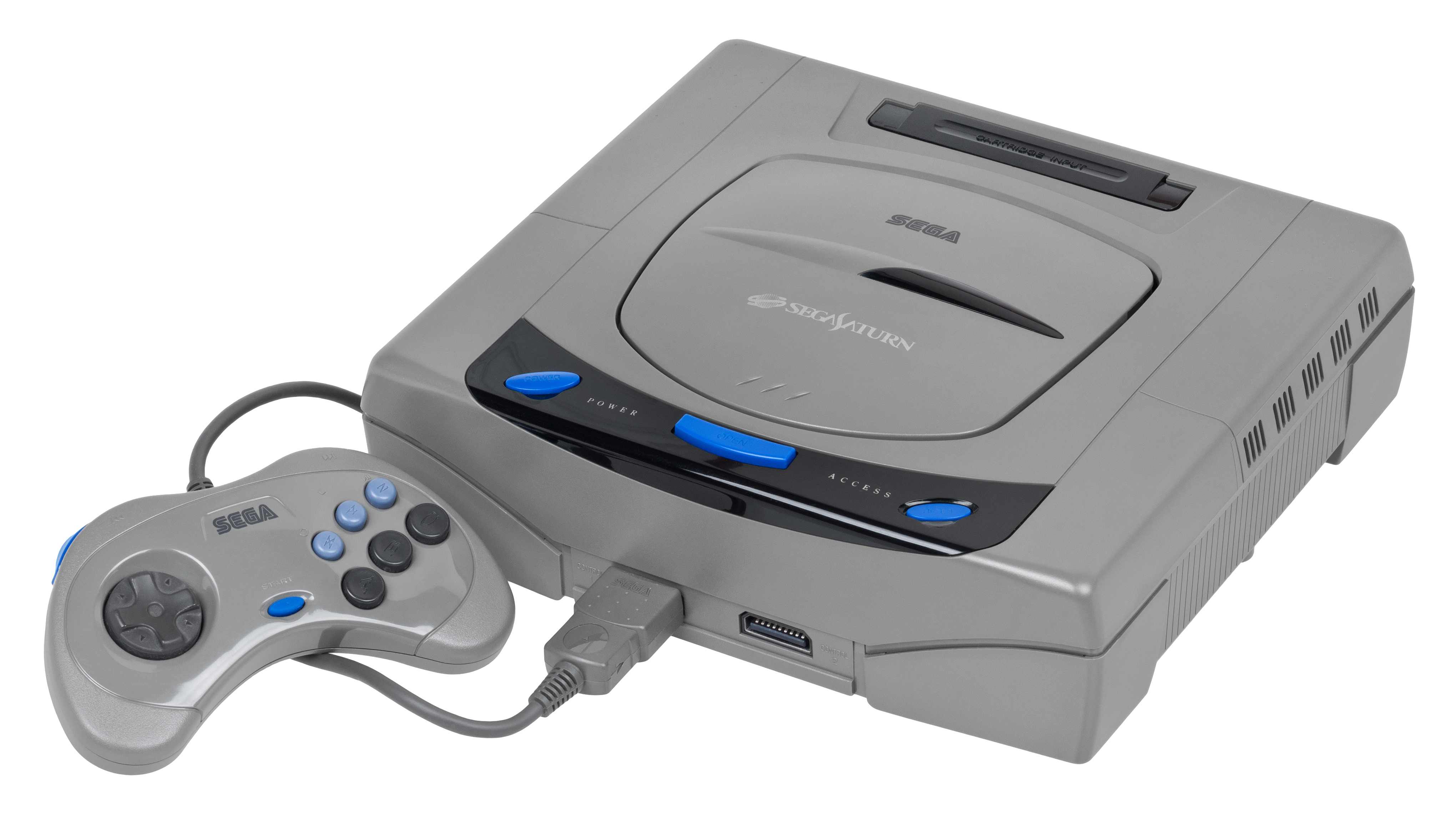
Первая японская модель Sega Saturn

Sega выпустила Saturn в Японии 22 ноября 1994 года по цене в 44 800 японских иен. Virtua Fighter, точный порт популярной аркадной игры, после запуска продавался в соотношении почти один к одному с самой приставкой Saturn и имел решающее значение для раннего успеха системы в Японии. Хотя Sega хотела запустить приставку совместно с Clockwork Knight и Panzer Dragoon, единственной другой игрой от неё, доступной на момент запуска, была Wan Chai Connection. Благодаря популярности Virtua Fighter первая партия приставок из 200 000 единиц распродалась в первый же день. Перед поставкой следующей партии Sega дождалась выпуска конкурирующей PlayStation 3 декабря; когда обе приставки продавались одновременно, Saturn оказалась более популярной.
32X была выпущена 21 ноября 1994 года в Северной Америке, 3 декабря 1994 года в Японии и в январе 1995 года на PAL-территориях, по цене вдвое меньше стартовой цены Saturn. Однако после праздничного сезона интерес покупателей к 32X быстро снизился. К концу 1994 года в Японии было продано около 500 000 экземпляров Saturn по сравнению с 300 000 экземплярами PlayStation, а в течение последующих шести месяцев продажи превысили 1 миллион. Однако поступали противоречивые сообщения о том, что PlayStation демонстрировала более высокие сквозные продажи, и в течение 1995 года система постепенно начала опережать Saturn по продажам. Sony привлекла к PlayStation многих сторонних разработчиков: оплачивая символический лицензионный сбор в $10, студии получали доступ к удобным инструментам разработки; кроме того, время изготовления дисков по сравнению с картриджами было очень коротким. Система заказов дисков от Sony позволяла получать новую партию отпечатанных дисков с игрой в течение 7-10 дней после заказа, что позволяло издателям оперативно реагировать на изменения спроса — в отличие от привычного для японской игровой индустрии срока поставки картриджей в 10-12 недель.
В марте 1995 года генеральный директор Sega of America Том Калинске объявил, что выпуск приставки в США состоится 2 сентября 1995 года в «Saturnday» (игра слов от Saturday — суббота). Тем не менее Sega of Japan поручила американскому подразделению провести ранний запуск, чтобы дать Saturn преимущество перед PlayStation. 11 мая 1995 года Калинске на первой Electronics Entertainment Expo в Лос-Анджелесе выступил с презентацией, на которой рассказал о возможностях приставки, о том, что она будет выпущена по цене в 399 долларов США и что в комплекте будет поставляться игра Virtua Fighter. Калинске также сообщил, что в связи с «высоким потребительским спросом» Sega уже отправила 30 000 экземпляров Saturn в магазины Toys "R" Us, Babbage’s, Electronics Boutique, и Software Etc., и что продажи стартуют с этого момента. Объявление расстроило не проинформармированных о неожиданном выпуске приставки ретейлеров, таких как Best Buy, Walmart и KB Toys. KB Toys отреагировало прекращением продаж товаров Sega в своих магазинах.
Сразу после анонса Sony объявила цену своей PlayStation — Олаф Олафссон, глава американского подразделения Sony, вызвал на сцену конференции главу разработки Стива Райса, который произнёс «$299» и покинул аудиторию под аплодисменты. Европейский выпуск Saturn состоялся 8 июля 1995 года, до анонсированной североамериканской даты, по цене в 399,99 фунтов стерлингов. У европейских ретейлеров и журналов не хватило времени на рекламу приставки и игр, что повредило продажам. PlayStation вышла в Европе 29 сентября 1995 года, и к ноябрю её продажи в Соединённом Королевстве в три раза превзошли продажи Saturn. Также Sony выделила 20 миллионов фунтов стерлингов на маркетинг в период отпусков по сравнению с бюджетом Sega в 4 миллиона фунтов.
Запуск Saturn в Соединённых Штатах сопровождался рекламной кампанией стоимостью в 50 миллионов долларов, которая включала освещение в таких изданиях, как Wired и Playboy. Ранняя реклама для системы была ориентирована на более зрелую, взрослую аудиторию, чем реклама Sega Genesis. Из-за раннего запуска в библиотеке Saturn было всего шесть игр — и все они были изданы Sega, так как большинство игр от сторонних разработчиков планировалось выпустить только к первоначально названной дате запуска. Относительно низкая популярность Virtua Fighter на Западе в сочетании с выходом только двух игр в период с момента неожиданного запуска до сентября 1995 года не позволили Sega получить пользу от раннего запуска Saturn. 9 сентября 1995 года в Северной Америке вышла PlayStation, которая сопровождалась большой рекламной кампанией, и в течение двух дней она продалась большим количеством экземпляров, чем Saturn за все пять предыдущих месяцев. Почти вся первая партия в 100 000 приставок PlayStation распродалась по предзаказу, а остальные были быстро распроданы по всей территории США.
Также раннему успеху PlayStation поспособствовал высококачественный порт Ridge Racer, аркадной игры от Namco, которая также получила благоприятные отзывы прессы по сравнению с Daytona USA для Saturn, которую критики сочли сильно уступающей её аркадному оригиналу. Кроме этого, Namco, давняя конкурентка Sega на рынке аркадных автоматов, также продемонстрировала аркадную платформу Namco System 11, основанную на аппаратном обеспечении PlayStation. Хотя System 11 технически уступала платформе Sega Model 2, её более низкая цена была привлекательной для небольших аркад. В 1994 году, после приобретения некоторых разработчиков Sega, Namco выпустила Tekken для System 11 и PlayStation. Tekken была разработана под руководством Сэйити Исии, бывшего дизайнера Virtua Fighter, и была принципиально похожа на Virtua Fighter, с вдвое большей частотой кадров и добавлением детализированных текстур. Tekken превзошла Virtua Fighter по продажам благодаря превосходной графике и почти идеальному переносу с аркадного автомата, став первой игрой для PlayStation, продавшейся количеством более миллиона экземпляров.
2 октября 1995 года Sega объявила о снижении цены Saturn до 299 долларов США. К концу года появились высококачественные порты хитов с аркадных автоматов Sega Model 2 — Sega Rally Championship, Virtua Cop и Virtua Fighter 2 — которые в целом считались превосходящими своих конкурентов на PlayStation. Несмотря на последующее увеличение продаж Saturn в праздничный сезон 1995 года, этих игр оказалось недостаточно для того, чтобы обратить вспять значительное лидерство PlayStation в продажах. К началу 1996 года у PlayStation была значительно большая библиотека игр, чем у Saturn, хотя Sega надеялась подогреть интерес публики с помощью таких эксклюзивных продуктов, как Nights into Dreams. Неофициальный опрос розничных торговцев показал, что в течение первого квартала 1996 года Saturn и PlayStation продавались примерно в одинаковом количестве. В течение первого года своих продаж PlayStation захватила более 20 % всего американского рынка видеоигр. В первый день выставки E3 в мае 1996 года компания Sony объявила о снижении цены PlayStation до 199 долларов США в ответ на выпуск новой модели Saturn в Японии по цене, приблизительно эквивалентной 199 долларам. На следующий день Sega объявила, что она будет продавать свою приставку по той же цене, несмотря на то, что Saturn была более дорогостоящей в производстве.

### Изменения в Sega
Несмотря на запуск PlayStation и Saturn, продажи 16-битных игр и приставок в 1995 году продолжали занимать 64 % рынка видеоигр. Sega недооценила популярность Genesis и не имела запасов для удовлетворения спроса. В 1995 году Sega смогла удержать 43 % американского рынка видеоигр и продать более 2 миллионов экземпляров Genesis, но Калинске позже подсчитал, что «мы могли бы продать ещё 300 000 систем Genesis в ноябре-декабре». Решение Накаямы сосредоточиться на Saturn, а не на Genesis, основанное на сравнительных продажах систем в Японии, было названо основным фактором, способствовавшим этому просчёту.
Из-за давних разногласий с Sega of Japan генеральный директор Sega of America Калинске потерял интерес к своей работе. К весне 1996 года распространились слухи о том, что Калинске собирается покинуть свой пост, а в статье от 13 июля в Next Generation появились слухи, что Sega of Japan планирует провести значительные изменения в руководстве Sega of America. 16 июля 1996 года Sega объявила, что Сёитиро Иримадзири был назначен председателем и генеральным директором Sega of America, а Калинске уйдёт из компании после 30 сентября того же года. Бывший исполнительный директор компании Honda, Иримадзири активно сотрудничал с Sega of America с 1993 года. Sega также сообщила, что соучредитель Sega Enterprises Дэвид Розен и генеральный директор Sega of Japan Хаяо Накаяма ушли со своих постов председателя и сопредседателя Sega of America, однако оба остались в компании. Берни Столар, бывший исполнительный директор компании Sony Computer Entertainment of America, был назначен исполнительным вице-президентом компании Sega of America, ответственным за разработку продуктов и отношения с третьими сторонами. Столар, организовавший сделку по шестимесячной эксклюзивности Mortal Kombat 3 для PlayStation и способствовавший налаживанию тесный отношений Sony с Electronic Arts, был воспринят руководством Sega как важное приобретение. Кроме этого, Sega of America запланировала расширить свой бизнес по разработке программного обеспечения для персональных компьютеров.
Столар не поддержал Saturn из-за своего убеждения, что приставка была плохо спроектирована, и на E3 1997 публично заявил, что «Saturn — это не наше будущее». Хотя Столар «не хотел лгать людям» о перспективах Saturn, он продолжил делать акцент на качестве игр для системы, а затем отметил, что «мы постарались свернуть её производство как можно чище для потребителя». Когда Столар работал в Sony, он выступал против локализации некоторых японских игр для PlayStation, которые, по его мнению, не могли хорошо представлять систему в Северной Америке, а затем, уже работая в Sega, выступал за аналогичную политику и в отношении Saturn. Позже он пытался дистанцироваться от этого. Это сопровождалось продвижением более мягкого имиджа в рекламе, в том числе из рекламных роликов был убран крик «Сега!» и начали проводиться пресс-мероприятия для индустрии образования. Японский маркетинг Saturn также изменился, в телевизионную рекламу был введён персонаж Сегата Сансиро, которого играл Хироси Фудзиока. Сансиро позднее появился в игре для Saturn.
Глава подразделения Sega AM2 Ю Судзуки начал разрабатывать эксклюзивные игры для Saturn, в число которых вошла ролевая игра в серии Virtua Fighter. Изначально игра была задумана как прототип под названием «Старик и персиковое дерево», и планировалось, что в игре будут устранены недостатки современных японских ролевых игр, такие как плохая работа искусственного интеллекта неигровых персонажей. В итоге эта игра превратилась в 45-часовой «эпос о мести в традициях китайского кино» из 11 частей, и Судзуки надеялся, что она станет killer application приставки. В конце концов, игра вышла под названием Shenmue на преемнице Saturn, приставке Dreamcast.

### Отмена Sonic X-treme

Скриншот из версии Sonic X-treme Криса Сена и Офера Алона. Отмена игры и отсутствие полностью трёхмерной игры в серии Sonic the Hedgehog считаются существенным фактором в коммерческом провале Saturn

После выхода Sonic & Knuckles компания Sega решила создать ещё одну новую игру в серии Sonic the Hedgehog, и её разработка была поручена американской студии Sega Technical Institute (STI). С 1994 года по 1997 год было создано несколько прототипов игры Sonic X-treme для разных приставок. После того как все эти прототипы — включая версию для 32X — были отклонены, началась разработка версии игры для Saturn. Ключевым элементом игры было использование камеры вида «рыбий глаз», которая вращалась вместе с движением персонажа. После того как Накаяма приказал переделать игру на движке, созданном для боёв с боссами, разработчикам пришлось работать от 16 до 20 часов в день для того чтобы уложиться в установленный срок — декабрь 1996 года. Недели разработки оказались безрезультатными после того, как Столар отказал STI в доступе к движку Nights into Dreams команды Sonic Team после ультиматума Юдзи Наки, программиста Nights. После ухода программиста Офера Алона и болезни дизайнера Криса Сена, проект был отменён в начале 1997 года. В итоге разработкой трёхмерной игры про Соника для Saturn занялась студия Sonic Team, но в процессе работы платформа была сменена на Dreamcast, а игра стала называться Sonic Adventure. STI же была расформирована в 1996 году после перестановок в менеджменте Sega of America.
Журналисты и фанаты размышляли о том, какое влияние оказала бы на рынок готовая Sonic X-treme. Дэвид Хоутон из GamesRadar высказал замечание, что «хорошая трёхмерная игра про Соника» на Saturn была бы «ситуацией уровня, как если бы динозавры не вымерли». Трэвис Фахс из IGN писал, что X-treme стала «поворотной точкой не только для талисмана Sega и 32-разрядной приставки, но и для всей компании», отметив при этом, что игра стала «пустым сосудом для амбиций Sega и надежд её поклонников». По словам Дейва Здырко, который в течение всего срока службы системы администрировал известный фан-сайт: «Я не знаю, мог ли [X-Treme] спасти Saturn, но… Sonic помог Genesis добиться успеха, и было совершенно непонятно, почему не было готово новой великолепной игры в серии Sonic на запуске [Saturn] или после него». В ретроспективе 2007 года продюсер Майк Уоллис утверждал, что X-treme «определённо была бы конкурентоспособна» против Super Mario 64 от Nintendo. Журнал Next Generation высказывал в 1996 году мнение, что если бы игра была хуже в сравнении с другими, то она могла бы навредить репутации Sega. Юдзи Нака утверждал, что он с облегчением воспринял новость об отмене игры, считая что игра не получилась бы хорошей.

### Закат
С 1993 года по начало 1996 года выручка Sega сократилась в связи с замедлением темпов роста отрасли, однако компания сохранила контроль над 38 % американского рынка видеоигр (по сравнению с 30 % доли рынка у Nintendo и 24 % доли рынка у Sony). К концу 1995 года в США было продано 800 000 экземпляров PlayStation по сравнению с 400 000 экземпляров Saturn. В 1996 году, отчасти из-за агрессивной ценовой войны, PlayStation вдвое обогнала Saturn по продажам, при этом продажи 16-битных приставок Sega также заметно снизились. К концу 1996 года в США было продано 2,9 миллиона экземпляров PlayStation, что более чем в два раза превышало 1,2 миллиона проданных экземпляров Saturn. К Рождеству 1996 года Sega выпустила игровой комплект Three Fire, в котором вместе с приставкой поставлялись три игры — Daytona USA, Virtua Fighter 2 и Virtua Cop — и это позволило значительно поднять продажи и обеспечить конкурентоспособность приставки в 1997 году.
Однако Saturn не удалось занять лидирующие позиции. После выхода Nintendo 64 в 1996 году продажи Saturn и её игр резко сократились, а в 1997 году в США PlayStation обогнала Saturn по продажам три к одному. Выход в 1997 году игры Final Fantasy VII значительно увеличил популярность PlayStation в Японии. По состоянию на август 1997 года Sony контролировала 47 % рынка игровых приставок, Nintendo — 40 %, а Sega — всего 12 %. Не помогли ни снижение цен, ни громкие выпуски игр. Отражая снижение спроса на систему, мировые поставки Saturn в период с марта по сентябрь 1997 года снизились с 2,35 миллиона до 600 000 по сравнению с тем же периодом 1996 года, а поставки в Северной Америке снизились с 800 000 до 50 000. Из-за плохих результатов Saturn в Северной Америке, 60 из 200 сотрудников Sega of America были сокращены в конце 1997 года.
«Я думал, что Saturn был ошибкой, если говорить об аппаратном обеспечении. Очевидно, что игры были потрясающими, но аппаратное обеспечение — нет»
В результате ухудшившегося финансового положения компании Накаяма в январе 1998 года ушёл в отставку с поста президента Sega, уступив место Иримадзири. Берни Столар стал генеральным директором и президентом Sega of America. После пяти лет продолжающегося снижения прибылей, Sega в финансовом году, закончившемся 31 марта 1998 года, понесла первые убытки с момента своего появления на Токийской фондовой бирже в 1988 году. Из-за общего снижения продаж на 54,8 % (включая снижение на 75,4 % вне Японии), компания сообщила о консолидированном чистом убытке в размере 35,6 млрд иен (269,8 млн долларов США).
Незадолго до объявления о своих финансовых потерях Sega объявила о прекращении выпуска Saturn в Северной Америке, чтобы подготовиться к запуску её преемницы. В 1998 году в Северной Америке было выпущено всего 12 игр для Saturn, по сравнению со 119 играми в 1996 году, а Magic Knight Rayearth стала последним официальным релизом. В Японии Saturn продержалась дольше. Слухи о грядущей Dreamcast, распространяемые в основном самой Sega, стали достоянием общественности ещё до выхода последних игр для Saturn. Dreamcast была выпущена 27 ноября 1998 года в Японии и 9 сентября 1999 года в Северной Америке. Решение отказаться от Saturn фактически оставило западный рынок без игр Sega более чем на год. В финансовом году, закончившемся в марте 1999 года, Sega понесла дополнительные консолидированные чистые убытки в размере 42,881 миллиардов иен и объявила о планах по сокращению 1000 рабочих мест, что составило почти четверть её штата.
По миру Saturn продалась количеством 5,75 миллиона экземпляров в Японии, 1,8 миллиона в США, 1 миллион в Европе и 530 тысяч в других странах. В целом продажи Saturn составили 9,26 миллиона, и эта приставка считается коммерчески провальной, хотя её установленная база в Японии превысила 5,54 миллиона экземпляров Nintendo 64. Отсутствие налаженной системы распространения было названо существенным фактором, способствовавшим провалу Saturn, так как неожиданный запуск системы повредил репутации Sega среди ключевых розничных продавцов. В то же время длительная задержка Nintendo с выпуском своей приставки и ущерб, нанесенный репутации Sega плохо поддержанными дополнениями для Genesis, считаются основными факторами, позволившими Sony закрепиться на рынке.

## Технические характеристики
| Hitachi SH-2                     | Saturn sound processor               | Motorola 68EC000   |
| Hitachi SH-2                     | Saturn Custom Sound Processor (SCSP) | Motorola 68EC000   |
| Video display processor 1        | Video display processor 2            | Saturn motherboard |
| Video Display Processor 1 (VDP1) | Video Display Processor 2 (VDP2)     | Материнская плата  |

В Saturn установлено восемь процессоров, а основными центральными процессорами являются два микропроцессора Hitachi SH-2 с тактовой частотой 28,6 МГц и производительностью в 56 MIPS. В качестве звукового контроллера используется Motorola 68EC000, работающий на частоте 11,3 МГц. Кроме контроллера также используется цифровой сигнальный процессор Yamaha FH1, работающий на частоте 22,6 МГц, и который способен воспроизводить до 32 звуковых каналов с FM-синтезом и 16-битной PCM-дискретизацией с максимальной частотой в 44,1 кГц. Графические процессоры приставки — VDP1, который обрабатывает спрайты, текстуры и полигоны, и VDP2, который обрабатывает фоны. Для сокращения времени загрузки двухскоростной CD-ROM привод управляется специальным процессором Hitachi SH-1.
Блок управления системой (SCU, англ. System Control Unit), который управляет всеми шинами и функционирует как сопроцессор основного процессора SH-2, имеет внутренний цифровой сигнальный процессор, работающий на частоте 14,3 МГц. Приставка оснащена слотом для картриджей, позволяющим расширять память, 16 Мбит рабочей памяти с произвольным доступом (RAM), 12 Мбит видео памяти, 4 Мбит памяти для звуковых функций, 4 Мбит буферной памяти привода компакт-дисков и 256 Кбит (32 КБ) памяти для хранения данных с питанием от аккумулятора. Видеовыход осуществляется с помощью стерео аудио-видео кабеля, и благодаря этому приставка может выводить видеосигнал с разрешением от 320×224 до 704×224 пикселей и может одновременно отображать до 16,77 млн. цветов. Размеры Saturn составляют 260 мм × 230 мм × 83 мм. В комплект поставки входили инструкция по эксплуатации, геймпад, стерео аудио-видео кабель и блок питания переменного тока 100 В с потребляемой мощностью около 15 Вт.
На момент выпуска Saturn обладала технически продвинутым аппаратным обеспечением, но в силу своей сложности использовать её возможности на полную мощность было сложно для разработчиков, привыкших к традиционному программированию. Самым большим недостатком было то, что оба процессора использовали одну шину и не могли одновременно обращаться к системной памяти. Полное использование 4 КБ кэш-памяти каждого процессора было критически важным для поддержания производительности. Например, в Virtua Fighter для каждого персонажа используется по одному процессору, а в Nights into Dreams один процессор используется для трёхмерного окружения, а другой — для двухмерных объектов. Visual Display Processor 2 (VDP2), который может формировать фоновые изображения и манипулировать ими, также был назван одной из важнейших особенностей системы.
Аппаратный дизайн Saturn вызвал неоднозначные комментарии среди разработчиков игр и журналистов. Разработчики, цитируемые Next Generation в декабре 1995 года, описывали Saturn как «настоящую машину для кодеров» для «тех, кто любит вгрызаться в ассемблер и по-настоящему взламывать оборудование», с «большей гибкостью» и «большей вычислительной мощностью, чем у PlayStation». Звуковая плата также получила множество положительных отзывов. Напротив, программист Lobotomy Software Эзра Драйсбах назвал Saturn значительно медленнее PlayStation, в то время как Кэндзи Иино из WARP назвал разницу незначительной. В частности, Драйсбах критиковал использование Saturn четырёхугольников в качестве основного геометрического примитива, в отличие от треугольников, генерируемых PlayStation и Nintendo 64. Кен Хамфрис из Time Warner Interactive отметил, что по сравнению с PlayStation, Saturn хуже генерирует полигоны, но лучше спрайты. На начальных этапах разработки сторонних разработчиков сдерживало отсутствие полезных программных библиотек и инструментов разработки, что вынуждало разработчиков писать на языке ассемблера. На ранних стадиях разработки Saturn программирование на ассемблере могло обеспечить двух-пятикратное увеличение скорости по сравнению с языками более высокого уровня, такими как Си.
Аппаратное обеспечение Saturn плохо поддается эмуляции. Sega ответила на жалобы о сложности программирования для Saturn написанием новых графических библиотек, которые, как утверждалось, облегчают разработку. Sega of America также приобрела британскую фирму Cross Products для создания комплектов системы разработки для Saturn. Несмотря на эти трудности, генеральный директор Treasure Масато Маегава утверждал, что разрабатывать для Nintendo 64 было сложнее, чем для Saturn. Основатель Traveller’s Tales Джон Бёртон считал PlayStation более доступной для старта, но и что при этом пределы возможностей достигались быстрее. При этом, по его же словам, «сложное» аппаратное обеспечение Saturn при грамотном использовании позволяло улучшать игры.
Одним из главных критических замечаний к Saturn было использование двухмерных спрайтов для создания полигонов и симуляции трехмерного пространства, в то время как PlayStation использовала иной подход, основанный исключительно на трехмерной полигональной графике с использованием треугольных полигонов без прямой поддержки двухмерной графики. В результате многие аналитики описывали Saturn как преимущественно двухмерную платформу. Например, Стивен Кент утверждал: «Хотя у Nintendo и Sony были настоящие трехмерные игровые машины, у Sega была двухмерная система, которая хорошо справлялась с трехмерными объектами, но не была оптимизирована для трехмерного окружения».

## Совместимость
Помимо запуска игр, все модели Saturn могли воспроизводить аудио-CD и CD+G диски. Sega также предлагала диск с программой, которая использовалась для просмотра PhotoCD. Sega, JVC и Hitachi выпустили аппаратный модуль, позволяющий использовать приставку для проигрывания VideoCD. Кроме того, JVC выпускала аналогичный VideoCD-модуль, позволяющий просматривать PhotoCD, что делало ненужным отдельный программный диск.